# Sai do Chão
Sai do Chão foi um programa especial de verão, exibido nas tardes de domingo na TV Globo, em duas temporadas: 2014 e 2015. 
Sua estreia foi no dia 5 de janeiro de 2014. Todo domingo a atração é comandada por um apresentador, que além da interação com o público a partir de histórias da vida pessoal e retrospectiva de sua carreira, e ainda recebe convidados para duetos históricos. Com direção de núcleo de Luiz Gleiser, o programa tem roteiro assinado por Claudia Valli, Silvio Essinger, Bruno Levinson e Claudia Thevenet.

## O programa

### 1ª Temporada (2014)
A primeira temporada contou com a participação de Thiaguinho, Paula Fernandes, Naldo Benny, Jorge e Mateus, Anitta e Luan Santana – todos representantes de uma nova geração, segundo Luiz Gleiser. Para o diretor, os artistas escolhidos “tinham as condições necessárias de carisma, de interesse por parte do público, para poder ancorar, cada um deles, um domingo”.
Revelado pelo reality show Fama, Thiaguinho estreou o Sai do Chão!. O cantor animou o público com sucessos como Desencana,Tá Vendo Aquela Lua, Buquê de Flores, Será que É Amor e Sou o Cara Pra Você. Para relembrar suas raízes, ele dividiu o palco com Alexandre Pires. Juntos, cantaram Minha Metade e Me Perdoa. Com Sandra de Sá, o paulista interpretou Bye Bye Tristeza eSimples Desejo. A cantora é uma de suas referências musicais. Para encerrar a atração, Thiaguinho recebeu o Jota Quest.
No segundo programa, Luan Santana interpretou Meteoro, Cê Topa?, Te Vivo, Nega, Garotas Não Merecem Chorar e O Nosso Tempo É Hoje. Ele fez dueto com Zezé Di Camargo & Luciano nas músicasNo Dia em que Eu Saí de Casa, Te Esperando e Sonho de Amor. Luan ainda recebeu Péricles e a banda de rock NX Zero. A cantora Anitta comandou o terceiro programa da temporada. Após cantar seus hits, como Show das Poderosas e Fica Só Olhando, ela animou a plateia ao lado de MC Sapão, Preta Gil e Sorriso Maroto.
O sertanejo invadiu o Sai do Chão! com Jorge & Mateus. A dupla goiana recebeu Daniel, Saulo e o Grupo Revelação. Grande influência dos goianos, Daniel se uniu aos dois para cantar Flor, Só Dá Você na Minha Vida e Te Cuida Coração. O quinto programa contou com o funk melody de Naldo Benny. Além de cantar hits como Amor de Chocolate, ele dividiu os vocais com Buchecha, parceiro de vida e de música que sempre o incentivou a ser cantor. Naldo ainda recebeu Bruno & Marrone e Gaby Amarantos no palco.
Sai do Chão! foi encerrado sob o comando de Paula Fernandes. A cantora sertaneja se emocionou ao encontrar seu ídolo: Roberta Miranda. Juntas, apresentaram Pássaro de Fogo, Sol da Minha Vida e A Majestade o Sabiá. Em seguida, ela dividiu o palco com Diogo Nogueira, cantando Tô Fazendo Minha Parte e Tocando em Frente, e Dinho, do Capital Inicial, interpretando Long Live e Primeiros Erros.

### 2ª Temporada (2014 - 2015)
A segunda temporada também contou com seis edições dominicais. Os apresentadores foram Michel Teló, Alexandre Pires, Maria Rita, Victor & Leo, Sorriso Maroto e Márcio Victor, do Psirico. Dessa vez, além dos encontros musicais no palco, o programa abriu espaço para novas vozes ainda não tão conhecidas no país, como destacou na época o diretor de núcleo Luiz Gleiser.
No primeiro programa, Michel Teló contou com a participação de Leonardo, Thiaguinho, Aviões do Forró e Jads & Jadson. Com Leonardo, uma de suas mais importantes referências, Michel interpretou Ai Se Eu Te Pego,Beber Beber e Pensa em Mim. Alexandre Pires foi o segundo apresentador da temporada. O cantor dividiu o palco com Alcione, Gusttavo Lima, Daniela Mercury, Rogê, Ana Clara e ainda fez sua despedida do Só Pra Contrariar. Com o grupo, o mineiro cantou Te Amar Sem Medo, Meu Jeito de Ser. E o medley de Domingo, Outdoor e Essa Tal Liberdade.
Única mulher a apresentar o Sai do Chão! na segunda temporada, Maria Rita interpretou O Homem Falou e Maria do Socorro. Depois, ela recebeu o grupo Fundo de Quintal para cantar Coração em Desalinho e A Amizade. A paulista ainda contou com a participação de Sérgio Reis, Marcelo D2 e Demônios da Garoa.
Em seguida, a dupla Victor & Léo recebeu convidados como a Banda Malta, Jorge & Mateus, Milionário & José Rico e Wesley Safadão. Os apresentadores ainda surpreenderam o público ao cantarem com a sertaneja Lucyana a música Sem Limites Para Sonhar.

O clima baiano encerrou a segunda temporada. Márcio Victor, vocalista da banda Psirico, colocou o público para dançar ao som de Dançation e Mexe Balaio. Entre os convidados, Anitta, a dupla Marcos & Belutti, Valesca Popozuda e a banda Onze:20. Ao lado da amiga e ídolo Ivete Sangalo, ele cantouTe Quero Delícia, Tempo de Alegria e Beijo de Hortelã. O último convidado do programa foi Caetano Veloso. Com ele, Márcio Victor apresentou Tieta. 